# نسبة البعدين (صورة)
| 4:3    |
| 3:2    |
| 16:9   |
| 1.85:1 |
| 2.39:1 |

نسبة البعدين (أي الطول والعرض) أو النسبة الباعية أو نسبة المظهر العام (بالإنجليزية: aspect ratio)‏ لصورة ما هي نسبة عرض الصورة إلى ارتفاعها.
يعبر رمزيا بشكل واسع عن نسبة البعدين بشكل نسبة س:ص (تلفظ س إلى ص) أو (x:y). فمثلاً من النِسب البُعدين المستخدمة حديثًا في دور العرض السينمائي للأفلام هي 1.85:1 و 2.39:1. وهناك نسبتين مشهورتين في مجال رسوميات الفيديو هي 4:3 وهي نسبة قياسية لإنتاج الفيديو، ونسبة 16:9 في البث المرئي فائق الجودة والتلفزة الرقمية في أوروبا.
في الصور الثابتة أشهر نسب الارتفاع المستخدمة هي 4:3 و 3:2.